# Embalse de Lagunazo
El embalse de Lagunazo se encuentra ubicado en el término municipal de Alosno, en la provincia de Huelva, comunidad autónoma de Andalucía (España), situado a poca distancia del núcleo poblacional de Tharsis. Fue construido a finales del siglo XIX dar servicio a las instalaciones de la mina Lagunazo.

## Características
El embalse fue construido en 1880 por la Sociedad de Minas de Cobre del Alosno, del ingeniero Ernest Deligny, con el fin de acumular las aguas ricas en mineral que se extraían de la mina Lagunazo. Tenía una capacidad de 500.000 metros cúbicos y se encontraba situado al sur de la «corta» minera. La presa del embalse tenía una altura de 12 metros. Las instalaciones contaban además con un depósito de distribución que almacenaba el agua que luego era distribuida a los distintos departamentos de la mina mediante una red tuberías, y una sala de máquinas en la que se ubicaban las bombas de impulsión.
Desde 2014 está inscrito en el Catálogo General del Patrimonio Histórico Andaluz y cuenta con la catalogación de Bien de Interés Cultural.